# Lo zar folle
Lo zar folle (The Patriot) è un film del 1928 diretto da Ernst Lubitsch.
Attualmente esistono solamente spezzoni del film, incluso qualche trailer; non sono sopravvissute copie intere della pellicola che viene quindi considerata un film perduto. Si tratta dell'unico film candidato agli Oscar del quale non esistano copie complete.

## Trama
Lo zar Paolo I è affetto da ossessioni e manie che lo portano alla pazzia: tutti finiscono per temerlo e lui stesso non si fida di nessuno, tranne che del conte Pahlen.
Costui è l'amante della contessa Ostermann, sposata a un ufficiale.
Quando il marito viene a scoprire il tradimento della donna, rimane ucciso incidentalmente per mano di uno dei cosacchi della guardia imperiale.
Pahlen, soprannominato il patriota, nonostante la fiducia di cui gode presso lo zar, vorrebbe esautorarlo. Cerca di coinvolgere nella congiura Alessandro, l'erede al trono, ma questi rifiuta sdegnato.
Pahlen, allora, organizza un complotto per mettere lo zar contro il figlio: Paolo, che già è geloso di Alessandro, cade nella trappola e fa imprigionare suo figlio.
Il conte si circonda di fedelissimi, tra cui Stephan, un soldato che lo zar aveva in precedenza maltrattato.
Paolo sta per lasciare la città, ma Pahlen lo ferma, mostrandogli il ritratto della contessa Ostermann. Preso da passione, lo zar rimanda la partenza e si fa portare nelle sue stanze la contessa. Questa, tradita dall'amante che la abbandona tra le braccia dello zar, rivela a Paolo ciò che sa della congiura.
Ma Pahlen riesce ancora una volta a convincere lo zar: tutto quello che ha fatto lo ha fatto per difenderlo. Paolo gli crede e si ritira soddisfatto in camera sua.
Nella notte, nella stanza penetra un gruppo di ufficiali intenzionati a ucciderlo. Lo zar urla, chiamando in aiuto Pahlen ma questi, fuori dalla porta, rimane - piangendo - immobile.
Dentro, Stephan infligge il colpo mortale. Quando esce, il popolo acclama il nuovo zar.
Pahlen affronta Stephan e i due si sfidano a duello. Il conte cade, colpito a morte: le sue ultime parole le raccoglie la Ostermann, accorsagli accanto: "Sono stato un cattivo amico e amante, ma sono stato un Patriota".

## Produzione
Il film fu prodotto dalla Paramount Pictures con un budget di 1.000.000 di dollari. Le riprese iniziarono il 3 gennaio e il film fu completato agli inizi di marzo. La versione sonora era lunga 3.100 metri, quella muta 2.993 metri
Il film è per la maggior parte muto, ma presenta alcune scene con colonna sonora sincronizzata e dialoghi.

## Distribuzione

### Date di uscita
- USA	17 agosto 1928	 (première)
- USA	1º settembre 1928
- Finlandia	27 febbraio 1930

Alias
- The Patriot	USA (titolo originale)
- Der Patriot	Austria / Germania
- El patriota	 Spagna
- Lo zar folle	Italia
- O Patriota	 Portogallo
- O patriotis	Grecia

## Riconoscimenti
- 1930 - Premio Oscar
  - Migliore sceneggiatura non originale a Hans Kraly
  - Candidatura Miglior film alla Paramount Famous Lasky
  - Candidatura Migliore regia a Ernst Lubitsch
  - Candidatura Miglior attore protagonista a Lewis Stone
  - Candidatura Migliore scenografia a Hans Dreier